# Linha A do Metro de Buenos Aires
A Linha A é uma das seis linhas do Metro de Buenos Aires, aberta ao público em 1 de dezembro de 1913, tornando-se a primeira linha de sistema metroviário da América Latina, do Hemisfério Sul, e de todos os países de língua espanhola.
Ela se estende por 10,7 km entre as estações Plaza de Mayo, no bairro de Monserrat, e San Pedrito, no bairro de Flores, em Buenos Aires, e circula abaixo de toda a Avenida de Maio e parte da Avenida Rivadavia. É utilizada por cerca de 250.000 pessoas por dia.
A linha manteve, até 2013, os seus trens originais de origem belga, construídos pela empresa La Brugeoise et Nivelles durante a década de 1910. A partir de então foram introduzidos novos trens, de origem chinesa, fabricados pela empresa CSR Corporation Limited e adquiridos pelo governo nacional.

## História
Na primeira década do século XX, na cidade de Buenos Aires o tráfego urbano aumentou significativamente devido ao aumento da população. Em 1903 a cidade tinha 895.381 habitantes, e circulavam 4.791 veículos de tração animal e 60 automóveis, em dez anos a população pulou para 1.457.885 pessoas e a metrópole contava com 6.211 veículos tracionados e 7.438 carros automotores. Este fato fez com que o Congresso da Nação Argentina emitisse uma lei permitindo que a empresa Ferrocarril del Oeste (FCO) (atual Ferrocarril Domingo Faustino Sarmiento) construir uma linha ferroviária de via dupla subterrânea para transporte de cargas a região oeste da cidade e o porto. A prefeitura da Cidade de Buenos Aires por seu lado, autorizou a Compañía de Tranvías Anglo Argentina (CTAA) responsável por 80% do transporte público com a utilização de bondes na época, a construir uma linha subterrânea para o transporte de passageiros. O trecho a ser construído ligava a Praça de Maio até a Plaza Miserere. O traçado das duas linhas se cruzavam. O impasse foi superado com a construção da linha para cargas a uma profundidade maior, da futura linha do metro. As obras foram iniciadas em 15 de setembro de 1911, e ficaram a cargo da empresa construtora alemã Philipp Holzmann & Cía e empregaram 1.500 trabalhadores durante 26 meses.

"Desde la época en que los tranvías a caballo salían de la 'Agencia Central' en la calle Cuyo 34 para terminar su recorrido en la Plaza del Once, sólo han pasado cuarenta y tres años, y, sin embargo, tan grande ha sido el desarrollo de la metrópoli en ese [...] tiempo - insignificante en la vida de un pueblo- que a saltos de gigante hemos pasado de los 24 coches que 'corrían' entre las siete de la mañana y las once de la noche, al grandioso subterráneo que dentro de dos días se inaugura, en los que 'volarán' trenes innumerables cada tres minutos y de los que, en la Estación Congreso y en la Estación Once, se podrá combinar con las múltiples líneas que constituyen la notable red de tranvías a nivel con que ya cuenta Buenos Aires"— Revista Caras y Caretas, 28 de noviembre de 1913.
As estações tinham cem metros de plataforma e eram identificadas por um friso colorido, face ao elevado nível da analfabetismo da época. O primeiro trecho colocado em operação tinha 9 estações indo da Estação Plaza de Mayo até Estação Plaza de Miserere.

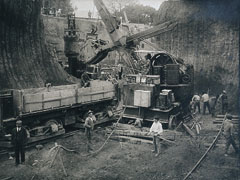
Construção da Línea A (Subterráneo Buenos Aires) (1911).
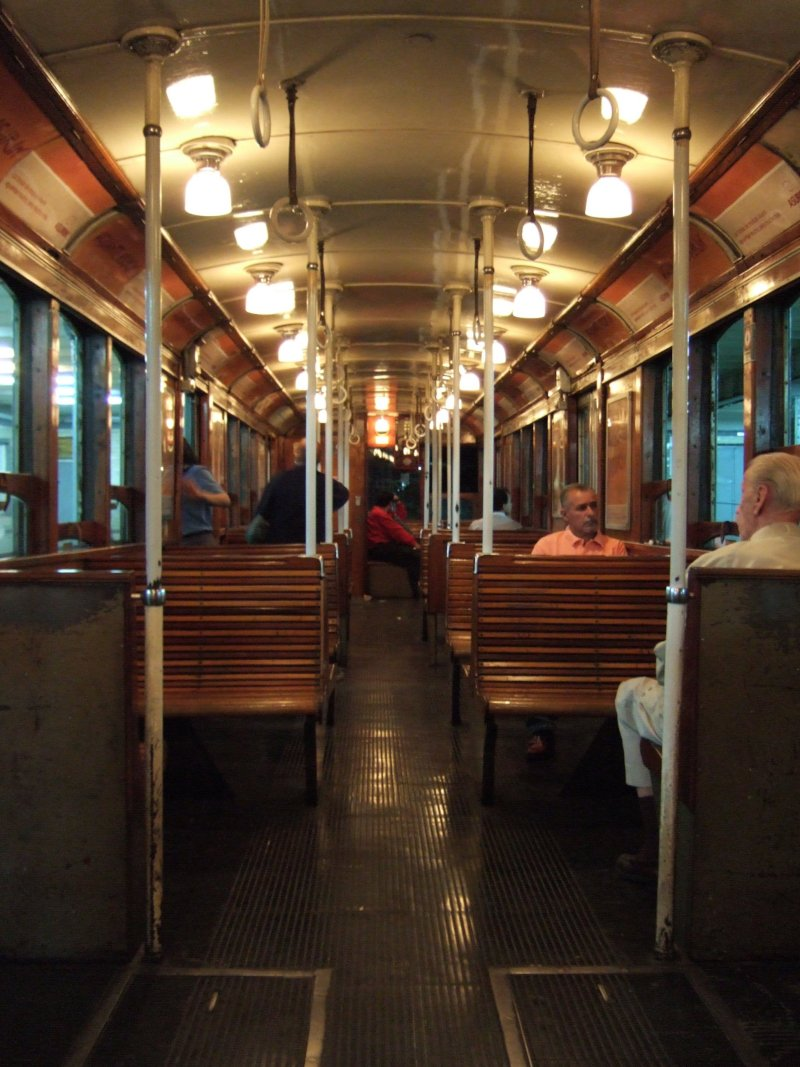
Interior de um trem da línea "A", modelo La Brugeoise de fabricação belga, em operação desde 1913.
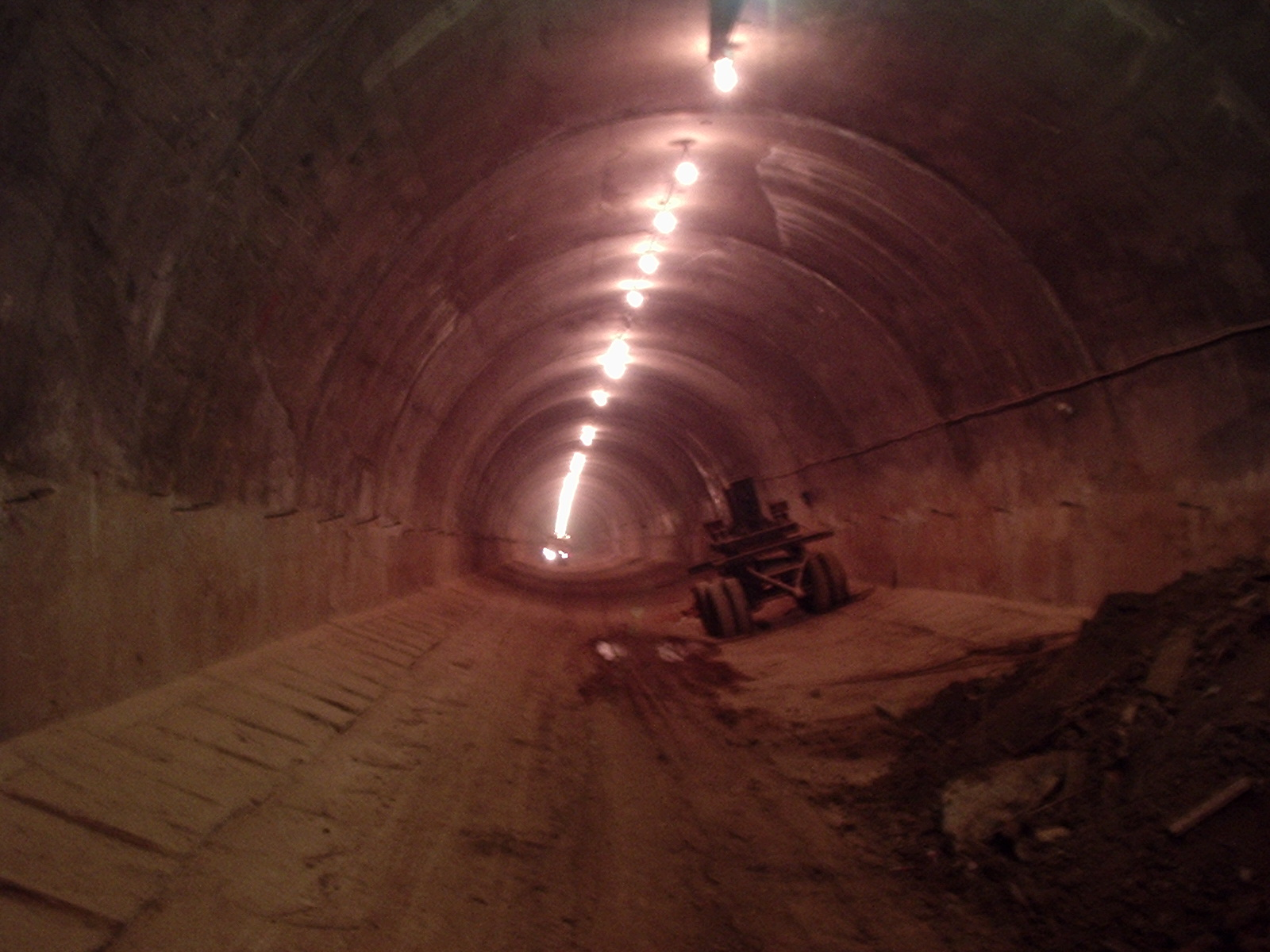
Tunel de acesso a Estação Puan (Subterráneo Buenos Aires) (2008).

## Estações
| Nome               | Inauguração            | Bairro                              | Integração |
| ------------------ | ---------------------- | ----------------------------------- | ---------- |
| Plaza de Mayo      | 1 de dezembro de 1913  | Monserrat                           | -          |
| Perú               | 1 de dezembro de 1913  | Monserrat                           |            |
| Piedras            | 1 de dezembro de 1913  | Monserrat                           | -          |
| Lima               | 1 de dezembro de 1913  | Monserrat                           |            |
| Sáenz Peña         | 1 de dezembro de 1913  | Monserrat                           | -          |
| Congreso           | 1 de dezembro de 1913  | Balvanera / Monserrat / San Nicolás | -          |
| Pasco              | 1 de dezembro de 1913  | Balvanera                           | -          |
| Alberti            | 1 de dezembro de 1913  | Balvanera                           | -          |
| Plaza Miserere     | 1 de dezembro de 1913  | Balvanera                           |            |
| Loria              | 1 de abril de 1914     | Almagro                             | -          |
| Castro Barros      | 1 de abril de 1914     | Almagro                             | -          |
| Río de Janeiro     | 1 de abril de 1914     | Almagro / Caballito                 | -          |
| Acoyte             | 1 de julho de 1914     | Caballito                           | -          |
| Primera Junta      | 1 de julho de 1914     | Caballito                           |            |
| Puán               | 23 de dezembro de 2008 | Caballito                           | -          |
| Carabobo           | 23 de dezembro de 2008 | Flores                              | -          |
| San José de Flores | 27 de setembro de 2013 | Flores                              |            |
| San Pedrito        | 27 de setembro de 2013 | Flores                              | -          |